# Heptan
Heptan  (heptane) hay còn gọi là dipropyl methan, gettysolve-C hay heptyl hydrid) là một Hydrocacbon thuộc nhóm ankan có công thức C7H16.
Heptan có chín đồng phân, gồm:
- 2,2,3-Trimethylbutan
- 2,2-Dimethylpentan
- 2,3-Dimethylpentan
- 2,4-Dimethylpentan
- 2-Methylhexan
- 3,3-Dimethylpentan
- 3-Ethylpentan
- 3-Methylhexan
- Heptan mạch thẳng (n-heptan)

## Tính chất
Tan trong etanol, ete, clorofom; không tan trong nước. Khi refominh xúc tác sẽ chuyển thành toluen nhờ phản ứng đehydro - đóng vòng. Có trong dầu mỏ. Dùng làm chất chuẩn để xác định chỉ số octan (Hydro có chỉ số octan bằng không), làm dung môi, thuốc gây mê; dùng trong tổng hợp hữu cơ.